# Semn de repetiție

Semnul de repetiție

În muzică, un semn de repetiție, (𝄆, 𝄇) este un semn care indică faptul că o secțiune ar trebui să fie repetată. Dacă piesa are un singur singur semn de repetiție, atunci înseamnă că piesa trebuie repetată de la început. Acestea sunt similare cu instrucțiunile "Da capo" și "Dal Segno".
Se repetă semnul cu prima și a doua terminație.
Când o repetiție necesită un final diferit, între niște paranteze este scris numărul de mai sus ce indică barele care trebuie cântate prima dată (1), apoi se repetă și se cântă pentru a doua oară (2), etc. Acestea sunt numite "Volta 1" și "Volta 2" sau primul și al doilea final.

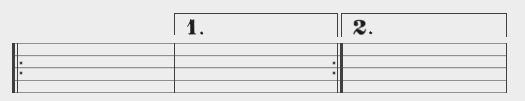
Volta 1, Volta 2

## Semnul de repetiție

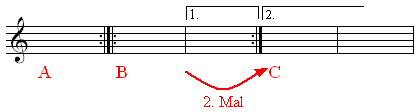
Portativ cu volte și semne de repetiție

Notație:
| Zecimal | Hexazecimal | Caracter | Aspect oficial                                            |
| ------- | ----------- | -------- | --------------------------------------------------------- |
| 119046  | 1D106       | 𝄆        | U+1D106 SIMBOLUL MUZICAL AL SEMNULUI DE REPETIȚIE STÂNGA  |
| 119047  | 1D107       | 𝄇        | U+1D107 SIMBOLUL MUZICAL AL SEMNULUI DE REPETIȚIE DREAPTA |

## Alte notații
În cântecele gregoriane, o repetiție este indicată de un numeral roman ca urmare a unei secțiuni. Acest lucru este comun mai ales într-un "Kyrie", în cazul în care liniile urmate de "iij" se repetă de trei ori (corespunzător formei liturgice corectă).

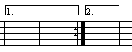
Volta

Semnul corespunzător pentru a arăta unde începe repetiția este de fie același semn inversat (dacă este la începutul unei măsuri), fie punctele înșiși (dacă este în mijlocul unei măsuri). Repetiția este notată la începutul unui verset, sau sunt scrise mai multe linii de text la fiecare verset.

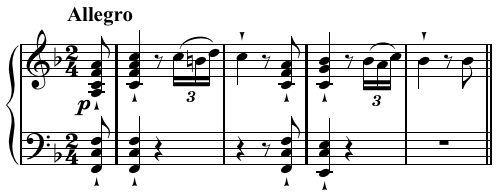
Repetiție în sonata lui Beethoven